# Туменов, Альберт Хусейнович
Альберт Хусейнович Туменов (карач.-балк. Тюменланы Хусейнны жашы Альберт) (род. 26 декабря 1991, Бабугент, Кабардино-Балкарская АССР) — российский боец смешанных боевых искусств, выступавший ранее под эгидой UFC. Чемпион лиги ACB и впоследствии чемпион новообразованной лиги ACA. Первый чемпион данной лиги в своей весовой категории. Является чемпионом России по армейскому рукопашному бою.

## Биография
Родился 26 декабря 1991 года в селе Бабугент Черекского района Кабардино-Балкарской республики. В детстве 5 лет тренировался каратэ кёкусинкай под руководством тренера Мухтара Османова. Выигрывал множество юношеских турниров по этому виду. Являлся членом сборной юношеской КБР по кёкусинкай. Имел ученическую степень 6 кю (жёлтый пояс). С 2002 по 2009 год занимался в секции Армейского рукопашного боя у тренера Хусейна Гериева, где стал победителем 15 Первенства России по АРБ. Был членом сборной юношеской КБР по АРБ. Чемпион России по полноконтактному рукопашному бою. Пробовал себя и в боксе, и в боевом самбо, но предпочтение отдал ММА, где стал тренироваться под руководством своего отца Туменова Хусейна.
В своем первом выступлении по версии ProFC 13.02.2010 нанес поражение Каджику Абаджяну.
- 22.10.2010 г. победил армянского бойца Ваге Тадевосяна;
- 25.12.2010 победил дагестанского бойца Саида Халилова;
- 22.01.2011 после боя с грузинским бойцом Гочей Смояном где Альберт Туменов одержал победу, судьи отдали предпочтение его оппоненту. Но позже отдали победу Туменову;[источник не указан 2989 дней]
- 15.05.2011 на турнире FCF — CIS Pro Tournament его выставили на более тяжелую весовую категорию где он, по решению судей, уступил дагестанскому бойцу Мураду Абдулаеву;
- 08.06.2012 нанес поражение чеченскому бойцу Исламу Дадилову на турнире PRB FCF MMA — Russian Championship;
- 24.08.2012 победил Ашамаза Канукоева;
- 3.09.2012 одержал победу над русским бойцом Юрием Козловым;
- 08.12.2012 победа над бойцом из Чечни Расулом Шовхаловым;
- 02.03.2013 отправил в нокаут чеченского бойца Висхана Амирханова;
- 20.06.2013 на турнире Fight Nights — Battle of Moscow 12 нокаутирован белорусский боец Роман Мироненко;
- 26.10.2013 нанес поражение швейцарскому бойцу японского происхождения Ясубею Эномото, после чего Альбретом заинтересовалась знаменитая организация UFC.

## Карьера в UFC
Первый бой в UFC Альберт Туменов провёл против бразильца Илдемара Алкантары. Туменов хорошо начал поединок, проводя хорошие серии ударов в стойке, но раз за разом пропускал тейкдауны противника. Положение усугубило глубокое рассечение, которое Туменов получил в первом раунде. После финального гонга один судья отдал победу Туменову, тогда как двое других посчитали, что сильнее был Алькантара. Счет судейских записок — 30-27, 29-28, 28-29. В конце 2016 года, после двух поражений подряд, появились новости о том, что Альберт решает не продлевать контракт с UFC из-за неприемлемых условий. Финальный рекорд Альберта в организации — 5 побед и 3 поражения.

## Absolute Championship Berkut
После того, как Альберт не стал продлевать контракт с UFC, он некоторое время был свободным агентом. И 5 марта 2017 года было объявлено, что Туменов заключил контракт с лигой АСВ. Свой дебютный бой в организации он провёл на турнире ACB 61, где нокаутировал Исмаеля Де Джизеса в начале первого раунда. После победы во втором поединке против На-Шон Баррелла  Туменов получил возможность подраться за чемпионский пояс в полусреднем весе. В титульном бою на ACB 89 в Краснодаре он победил техническим нокаутом Сиро Родригеса. После перехода в ACA Туменов завоевал чемпионский пояс в бою против Мурада Абдулаева в рамках ACA 95. Первую удачную защиту балкарец провёл на ACA 102 в Алматы, победив Беслана Ушукова.

## Титулы и достижения

### Смешанные единоборства
- Ultimate Fighting Championship
  - Обладатель премии «Выступление вечера» (один раз) против Алана Джубана

### Армейский рукопашный бой
- Российский союз боевых искусств
  - Золотой медалист первенства России по армейскому рукопашному бою (2009[5], 2013)

## Статистика ММА
| Боёв 29  | Побед 24 | Поражений 5 |
| -------- | -------- | ----------- |
| Нокаутом | 15       | 0           |
| Сдачей   | 0        | 2           |
| Решением | 9        | 3           |

| Результат | Рекорд | Соперник                 | Способ                                                  | Турнир                                           | Дата             | Раунд | Время | Место                    | Примечание                                                        |
| --------- | ------ | ------------------------ | ------------------------------------------------------- | ------------------------------------------------ | ---------------- | ----- | ----- | ------------------------ | ----------------------------------------------------------------- |
| Поражение | 24-5   | Абубакар Вагаев          | Единогласное решение судей                              | ACA 183: Туменов - Вагаев                        | 8 февраля 2025   | 5     | 5:00  | Краснодар, Россия        | Бой за титул чемпиона ACA в полусреднем весе.                     |
| Победа    | 24-4   | Устармагомед Гаджидаудов | Нокаут (удар)                                           | ACA 168: Гаджидаудов - Туменов                   | 25 декабря 2023  | 5     | 4:53  | Москва, Россия           | Бой за титул чемпиона ACA в полусреднем весе, полуфинал Гран-При. |
| Победа    | 23-4   | Гаджимурад Хирамагомедов | Единогласное решение                                    | ACA 146: Абдурахманов - Пессоа                   | 4 октября 2022   | 3     | 5:00  | Грозный, Россия          | Претендетский бой за титул чемпиона ACA в полусреднем весе.       |
| Победа    | 22-4   | Беслан Ушуков            | Нокаут (удар)                                           | ACA 102: Tumenov vs. Ushukov                     | 29 января 2020   | 2     | 3:12  | Алма-Ата, Казахстан      | Защитил титул чемпиона ACA в полусреднем весе.                    |
| Победа    | 21-4   | Мурад Абдулаев           | Единогласное решение                                    | ACA 95: Tumenov vs. Abdulaev                     | 27 апреля 2019   | 5     | 5:00  | Москва, Россия           | Завоевал титул чемпиона ACA в полусреднем весе.                   |
| Победа    | 20-4   | Сиро Родригес            | Технический нокаут (удары)                              | ACB 89                                           | 8 сентября 2018  | 3     | 4:48  | Краснодар, Россия        | Завоевал вакантный титул чемпиона ACB в полусреднем весе.         |
| Победа    | 19-4   | На-Шон Баррелл           | Единогласное решение                                    | ACB 80                                           | 16 февраля 2018  | 3     | 5:00  | Краснодар, Россия        |                                                                   |
| Победа    | 18-4   | Исмаэл ди Жезус          | KO (удар рукой)                                         | ACB 61                                           | 20 мая 2017      | 1     | 0:46  | Санкт-Петербург, Россия  |                                                                   |
| Поражение | 17-4   | Леон Эдвардс             | Сдача (удушение сзади)                                  | UFC 204                                          | 8 октября 2016   | 3     | 3:01  | Манчестер, Англия        |                                                                   |
| Поражение | 17-3   | Гуннар Нельсон           | Техническая сдача (удушение сзади)                      | UFC Fight Night: Overeem vs. Arlovski            | 8 мая 2016       | 2     | 3:15  | Роттердам, Нидерланды    |                                                                   |
| Победа    | 17-2   | Лоренз Ларкин            | Раздельное решение                                      | UFC 195: Lawler vs. Condit                       | 2 января 2016    | 3     | 5:00  | Лас-Вегас, Невада, США   |                                                                   |
| Победа    | 16-2   | Алан Джубан              | Технический нокаут (удар ногой в голову и удары руками) | UFC 192: Cormier vs. Gustafsson                  | 3 октября 2015   | 1     | 2:55  | Хьюстон, Техас, США      | Выступление вечера.                                               |
| Победа    | 15-2   | Нико Мусоке              | Единогласное решение                                    | UFC on Fox: Gustafsson vs. Johnson               | 24 января 2015   | 3     | 5:00  | Стокгольм, Швеция        |                                                                   |
| Победа    | 14-2   | Мэтт Дуайер              | Нокаут (удар ногой в голову)                            | UFC Fight Night: MacDonald vs. Saffiedine        | 4 октября 2014   | 1     | 1:03  | Галифакс, Канада         |                                                                   |
| Победа    | 13-2   | Энтони Лапсли            | Нокаут (удар)                                           | UFC Fight Night: Brown vs. Silva                 | 10 мая 2014      | 1     | 3:56  | Цинциннати, Огайо, США   |                                                                   |
| Поражение | 12-2   | Илдемар Алкантара        | Раздельное решение                                      | UFC Fight Night: Machida vs. Mousasi             | 15 февраля 2014  | 3     | 5:00  | Жарагуа-ду-Сул, Бразилия |                                                                   |
| Победа    | 12-1   | Ясуби Эномото            | Технический нокаут (удар ногой в голову и удары руками) | Fight Nights — Battle of Moscow 13               | 26 октября 2013  | 1     | 3:52  | Москва, Россия           |                                                                   |
| Победа    | 11-1   | Роман Мироненко          | Технический нокаут (удары)                              | Fight Nights — Battle of Moscow 12               | 20 июня 2013     | 1     | 2:43  | Москва, Россия           |                                                                   |
| Победа    | 10-1   | Висхан Амирханов         | Технический нокаут (удары)                              | Tech-Krep Fighting Championship — Southern Front | 2 марта 2013     | 1     | 0:38  | Краснодар, Россия        |                                                                   |
| Победа    | 9-1    | Расул Шовхалов           | Технический нокаут (удары)                              | MMA South Russian Championship                   | 8 декабря 2012   | 1     | 3:38  | Краснодар, Россия        |                                                                   |
| Победа    | 8-1    | Юрий Козлов              | Технический нокаут (удары)                              | MMA South Russian Championship                   | 23 сентября 2012 | 1     | 1:39  | Хабаровск, Россия        |                                                                   |
| Победа    | 7-1    | Ашамаз Канукоев          | Нокаут (удары)                                          | PRB FCF MMA — Russian Championship               | 24 августа 2012  | 2     | 2:05  | Нальчик, Россия          |                                                                   |
| Победа    | 6-1    | Ислам Дадилов            | Технический нокаут (удары)                              | PRB FCF MMA — Russian Championship               | 8 июня 2012      | 1     | 2:37  | Гудермес, Россия         |                                                                   |
| Победа    | 5-1    | Казават Сулейманов       | Единогласное решение                                    | PRB FCF MMA — Russian Championship               | 8 июня 2012      | 3     | 5:00  | Гудермес, Россия         |                                                                   |
| Поражение | 4-1    | Мурад Абдулаев           | Единогласное решение                                    | FCF — CIS Pro Tournament                         | 15 мая 2011      | 2     | 5:00  | Нальчик, Россия          |                                                                   |
| Победа    | 4-0    | Гоча Смоян               | Раздельное решение                                      | ProFC — Union Nation Cup 12                      | 22 января 2011   | 3     | 5:00  | Тбилиси, Грузия          |                                                                   |
| Победа    | 3-0    | Саид Халилов             | Единогласное решение                                    | ProFC — Union Nation Cup 11                      | 25 декабря 2010  | 2     | 5:00  | Бобруйск, Белоруссия     |                                                                   |
| Победа    | 2-0    | Вахе Тадевосян           | Единогласное решение                                    | ProFC — Union Nation Cup 9                       | 22 октября 2010  | 2     | 5:00  | Нальчик, Россия          |                                                                   |
| Победа    | 1-0    | Каджик Абаджян           | Технический нокаут (удары)                              | ProFC — Union Nation Cup 5                       | 13 февраля 2010  | 1     | 2:02  | Нальчик, Россия          |                                                                   |